# Sinagoga Status Quo Ante (Târgu Mureș)
La sinagoga Status Quo Ante a Târgu Mureș (en romanès: Sinagoga Status Quo din Târgu Mureş), també coneguda com el Gran Temple de Târgu Mureş, o la Gran Sinagoga de Târgu Mureş, és una congregació i sinagoga jueva Status Quo Ante, situada al carrer Aurel Filimon 24, Târgu Mureș, al comtat de Mureș, Transsilvània, Romania. Dissenyada per Jakob Gartner amb un estil arquitectònic eclèctic, la sinagoga es va acabar l'any 1900, durant el període austrohongarès.
La sinagoga va ser inclosa al Registre Nacional de Monuments Històrics de Romania el 2004.

### Edifici de la sinagoga

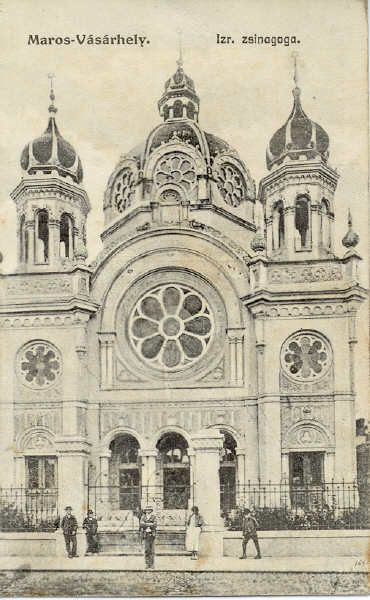
Postal amb la sinagoga l'any 1917

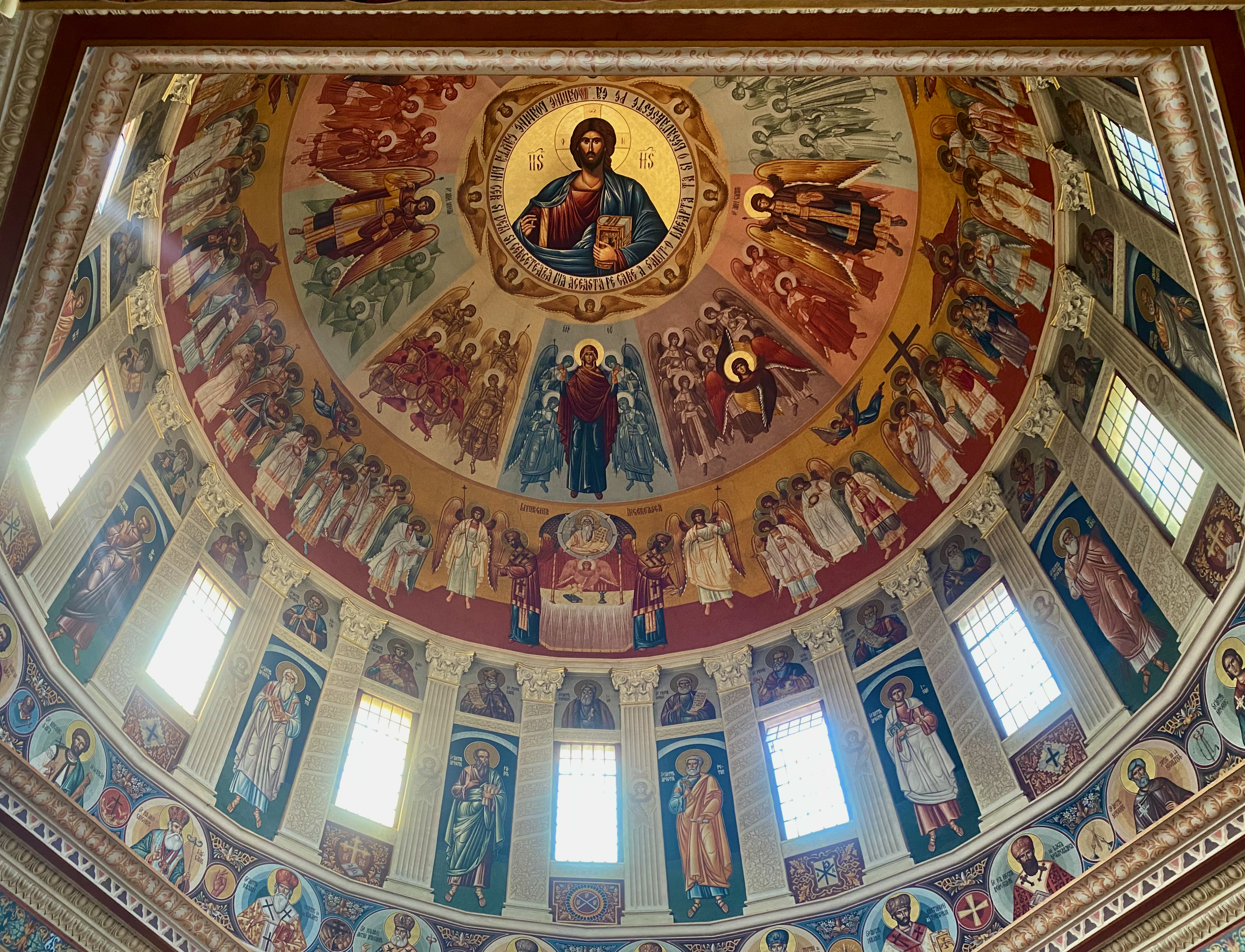
Cúpula

La Gran Sinagoga de Târgu Mureș va ser construïda entre el 1899 i el 1900 durant el període austrohongarès, en un estil arquitectònic eclèctic, seguint els plànols de l'arquitecte vienès Jakob Gartner, d'origen moravià. El constructor de l'edifici va ser un notable paleta i empresari, Pál Soós. L'inici de la construcció a finals del segle xix va marcar, per a la comunitat jueva "Status Quo" de Târgu Mureș, un deslligament definitiu de la comunitat jueva ortodoxa de la resta de Transsilvània.
La sinagoga va ser inaugurada l'any 1900 pel rabbin Dr Joachim Wilhelm, en presència dels líders de la comunitat jueva local: Adalbert Burger (president de la comunitat) i Mendel Farcas (vicepresident). Les celebracions d'inauguració van tenir lloc durant tres dies i tres nits. Una placa de marbre, col·locada al vestíbul d'entrada, està marcada amb els noms dels principals donants de la construcció. La sinagoga continua sent coneguda fins als nostres dies amb el nom familiar Sinagoga de pe ulița Școlii (la sinagoga del carril de l'escola) també en hongarès Iskola utcai Zsinagóga, malgrat l'eventual canvi de nom del carrer i el canvi d'adreça de la sinagoga.